# Salpeter
Salpeter (av lat. sal, salt och peter, klippa) är dels en benämning på salpetersyrans salter i allmänhet (även kallade nitrater), dels namnet på ett speciellt sådant salt, nämligen kaliumnitrat. Det kallas ibland även kalisalpeter för att skilja det från andra typer av salpeter. Salpeter förekommer i höga koncentrationer i guano.
Salpeter är en viktig beståndsdel i svartkrut. Salpeter finns även i kryddform och kan köpas i vanliga livsmedelsbutiker, dock är detta oftast inte kaliumnitrat utan Chilesalpeter (natronsalpeter) - natriumnitrat. Det används som konserveringsmedel, bland annat till att bevara den röda färgen hos kött som annars färgas brunt eller grått vid kontakt med syre.
En annan typ av salpeter som främst använts som gödningsmedel är ammoniumsalpeter, (ammoniumnitrat) och kalksalpeter/norgesalpeter (kalciumnitrat).